# Motore Nissan QR
I motori QR costituiscono una famiglia di motori a scoppio prodotti a partire dal 2000 dalla Casa automobilistica giapponese Nissan.

## Caratteristiche e versioni

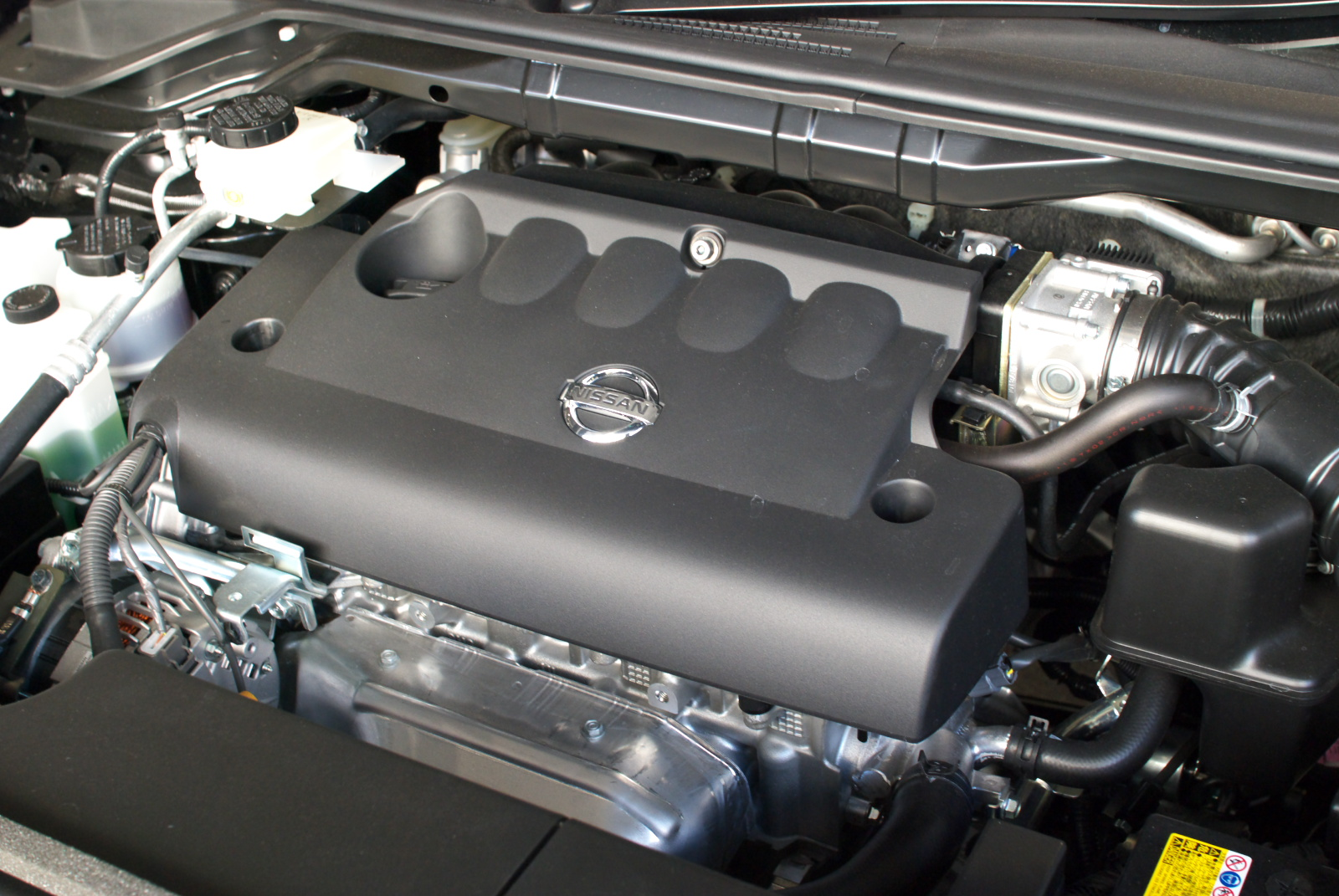
Vista di un 2.5 litri QR25DE

Questa famiglia è strutturata in modo da offrire due propulsori a loro volta proposti in due configurazioni differenti. Vi sono cioè un motore da 2 litri ed uno da 2.5 litri, ognuno dei quali è proposto ad iniezione diretta o indiretta, per un totale di quattro versioni appartenenti di fatto alla famiglia QR.
Le caratteristiche dei motori di questa famiglia sono:
- architettura a 4 cilindri in linea;
- basamento e testata in lega di alluminio;
- alesaggio di 89 mm;
- distribuzione a doppio albero a camme in testa;
- testata a 4 valvole per cilindro;
- dispositivo di fasatura variabile;
- albero a gomiti su 5 supporti di banco.

Pur essendo nata e pur essendosi evoluta in pieno periodo di alleanza con la francese Renault, questi motori sono stati quasi del tutto utilizzati dalla Nissan. Solo alla fine del decennio la Renault ha cominciato ad utilizzarli.
Di seguito ecco una breve descrizione delle quattro versioni che compongono la famiglia di motori QR.

### QR20DD

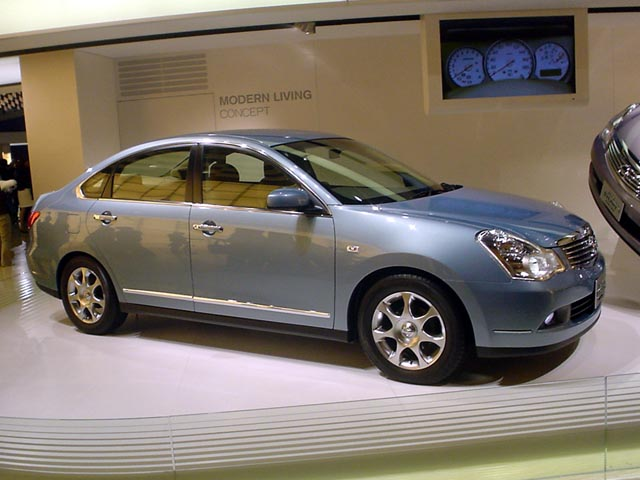
Una Bluebird Sylphy, unico esempio di applicazione di un QR25DD

Nel 2000, ha debuttato il primo motore QR, ossia il QR20DD, un 2 litri ad iniezione diretta: grazie ad una corsa cilindri di 80.3 mm raggiungeva una cilindrata di 1998 cm³ ed erogava una potenza massima di 150 CV.
È stato montato solo sulle Nissan Bluebird Sylphy 2.0 16v prodotte dal 2000 al 2004 (ma non per il mercato italiano).

### QR20DE
Pochi mesi dopo il QR20DD, ha debuttato il QR20DE, ossia la versione ad iniezione indiretta del 2 litri appena visto. In questo caso, grazie ad un rapporto di compressione di 9.9:1, la potenza massima è compresa tra i 129 CV a 5600 giri/min ed i 147 CV a 6000 giri/min, ed una coppia massima di 200 Nm a 4000 giri/min.
Questo motore ha trovato applicazione su:
- Nissan X-Trail Mk1 2.0 16v (2001-07);
- Nissan Primera Mk3 2.0 16v (2001-07);
- Nissan Serena Mk2 2.0 16v, non in Italia (2002-05);
- Nissan Serena Mk3 2.0 16v, non in Italia (dal 2005).

### QR25DE
Sempre nel 2001, è stata proposta una versione di cilindrata maggiore, la quale, grazie ad una corsa allungata fino a 100 mm, raggiunge una cilindrata di 2488 cm³. Anche questa versione è alimentata ad iniezione indiretta e possiede alcune caratteristiche in più rispetto alla versione da 2 litri, come per esempio nuove bielle in ghisa, contralberi di equilibratura e collettore di aspirazione in lega di alluminio. Questo motore è stato proposto in cinque varianti di potenza, tutte con rapporto di compressione pari a 9:1 e così riassumibili:
| Motore QR25DE | Potenza CV | Coppia Massima Nm/rpm | Applicazioni                          | Anni di produzione                       |
| ------------- | ---------- | --------------------- | ------------------------------------- | ---------------------------------------- |
| 1.            | 154        | 235                   | Nissan Frontier Mk2 2.5 XE King Cab   | dal 2005                                 |
| 2.            | 160        | 240                   | Nissan Altima Mk3 2.5 Hybrid          | 2002-06                                  |
| 2.            | 160        | 240                   | Nissan Serena Mk2 e Mk3 2.5 16v       | dal 2001                                 |
| 2.            | 160        | 240                   | Nissan Teana Mk1/Mk3 2.5 16v          | dal 2003                                 |
| 3.            | 171/6000   | 237/4400              | Nissan Rogue                          | dal 2007                                 |
| 3.            | 171/6000   | 226/4400              | Nissan X-Trail 2.5 16v                | 2007-09                                  |
| 3.            | 171/6000   | 226/4400              | Renault Koleos I 2.5 16v              | 2008-10                                  |
| 3.            | 171/6000   | 233/4000              | Renault Koleos II 2.5 16v             | dall'11/2016 (non per i mercati europei) |
| 4.            | 175        | 244                   | Nissan Sentra Mk5 2.5 16v             | 2002-06                                  |
| 4.            | 175        | 244                   | Nissan X-Trail APEC Export            | 2001-07                                  |
| 6.            | 186/6000   | 233/4000              | Renault Koleos II 2.5 16v             | dall'11/2016 (solo mercato cinese)       |
| 5.            | 200        | 240                   | Nissan Sentra Mk6 2.5 16v SE-R Spec V | dal 2007                                 |

Come si è potuto notare da questa tabella, il motore QR25DE è stato utilizzato anche dalla Renault; quella della Renault Koleos 2.5 16v è l'unica applicazione del 2.5 QR su una vettura della Casa francese.

### QR25DD
Questo motore è simile a quello appena visto ma monta l'iniezione diretta ed ha un rapporto di compressione più elevato, precisamente di 10.5:1. La sua potenza massima è di 170 CV, mentre la coppia massima è di 245 N·m. Tale propulsore ha trovato applicazione sulle Nissan Primera Mk3 2.5 16v prodotte dal 2002 al 2006 e non importate in Italia.